# 충청남도 공주의료원
충청남도공주의료원(忠淸南道公州醫療院, Chungcheongnam-do Gongju Medical Center)은 충청남도 공주시에 위치한 충청남도청 산하의 공공병원이다. 충청남도 공주시 무령로 77에 위치하고 있다.

## 연혁
- 1910년 9월 8일 , 충청남도 공주 자혜병원 개원 ( 공주시 웅진로 130 )
- 1925년 4월 1일,  충청남도 공주의원으로 변경
- 1955년 1월 10일 ,충청남도 공주병원으로 변경
- 1982년  7월 1일 , 지방공사충청남도 공주의료원으로 변경
- 2006년 충청남도 공주의료원으로 변경
- 2016년 10월 6일 , 병원 신축 이전
- 2017년 12월 6일 , 263병상 (일반 250, 중환자실 13)

## 진료과목
내과, 외과, 신경과, 정형외과, 소아과, 산부인과, 치과, 피부/비뇨기과, 마취통증의학과(수술실), 응급의학과(응급실), 영상의학과, 진단검사의학과

## 같이 보기
- 병원
- 공주시